# ヘンリー・フール
『ヘンリー・フール』（Henry Fool）は、1997年製作のアメリカ映画。ハル・ハートリー監督・脚本。

## ストーリー
恵まれない境遇の、ごみ収集車作業員のサイモン。その近所に、作家を名乗るヘンリー・フールという浮浪者が住み着いた。
フールがサイモンに書くことの楽しさを教えた結果、サイモンに詩の才能があることがわかる。

## キャスト
- トーマス・ジェイ・ライアン - ヘンリー・フール
- ジェームズ・アーバニアク - サイモン・グリム
- パーカー・ポージー - フェイ・グリム
- マリア・ポーター - メアリー
- ジェームズ・サイトウ - Mr.デン
- 二階堂美穂 - ノック・デン
- ケヴィン・コリガン - ウォーレン
- リーアム・エイケン - ネッド・グリム
- ジーン・ラフィニ - ブニュエル
- ニコラス・ホープ - ホークス神父
- ダイアナ・ラップ - エイミー
- ビーン・コックス - ローラ
- ジャン・レスリー・ハーディング - ヴィッキー
- チャック・モンゴメリー - アンガス・ジェームズ
- デニス・モーガン - スティーブ
- デビッド・レイサム - バリー
- マリサ・チバス - 女性記者

## 主な受賞
- 1998年度カンヌ国際映画祭・脚本賞受賞

## 日本語吹替版
| 役名                 | 俳優                           | ビデオ版   |
| -------------------- | ------------------------------ | ---------- |
| ヘンリー・フール     | トーマス・ジェイ・ライアン     | 清水明彦   |
| サイモン・グリム     | ジェームズ・アーバニアク       | 長島雄一   |
| フェイ・グリム       | パーカー・ポージー             | 藤井佳代子 |
| メアリー             | マリア・ポーター               | 定岡小百合 |
| デン                 | ジェームズ・サイトウ           | 古田信幸   |
| ウォーレン           | ケビン・コリガン               | 荒川太郎   |
| ブニュエル           | ジーン・ラフィニ               | 益富信孝   |
| ホークス神父         | ニコラス・ホープ               | 村田則男   |
| エイミー             | ダイアナ・ラップ               | 小池亜希子 |
| ローラ               | ビーン・コックス               | 丸山真奈実 |
| ヴィッキー           | ジャン・レスリー・ハーディング | 園田恵子   |
| アンガス・ジェームズ | チャック・モンゴメリー         | 長克巳     |
| スティーブ           | デニス・モーガン               | 咲野俊介   |
| バリー               | デビッド・レイサム             | 矢崎文也   |
| 女性記者             | マリサ・チバス                 | 小野美喜   |
| 東洋系女子高生       |                                | 山脇小径   |
| 黒人女子高生         |                                | 水間真紀   |

## その他
- シネ・ヴィヴァン・六本木の閉館記念として上映され、公開記念トーク・イベントも開催された。
- ポニーキャニオンから字幕版と日本語吹替版のビデオが発売されていたが、現在は廃盤となっており入手困難である。消費者リクエスト型ショッピングサイトたのみこむではハートリー作品のDVD化が発案されている。
たのみこむ - ハル・ハートリー作品のDVD化！
- ハートリー自身がクラウドファンディングで資金を募り、日本語字幕も収録した「ヘンリ・フール・トリロジー」BOXセットが2018年に発売になり、それに合わせて劇場再公開もなされることとなった。